# Wetrino-Gletscher
Der Wetrino-Gletscher (bulgarisch ледник Ветрино lednik Wetrino) ist ein 3,2 km langer Gletscher auf Smith Island im Archipel der Südlichen Shetlandinseln. Er fließt von den Nordwesthängen der Imeon Range nördlich des Drinov Peak zur Drakestraße.
Bulgarische Wissenschaftler kartierten ihn 2008. Die bulgarische Kommission für Antarktische Geographische Namen benannte ihn im selben Jahr nach der Ortschaft Wetrino im Nordosten Bulgariens.